# Biharfélegyháza
Biharfélegyháza (románul Roșiori) község Romániában, Bihar megye északnyugati részén.

## Fekvése
Az ország nyugati szélén, Bihardiószegtől 6 km-re délnyugatra, Nagyváradtól 23 km-re északra, a magyar határtól 5 km-re keletre fekszik. Összeépült Félegyháziújteleppel.

## Története
Kezdetben királyi birtok volt, majd a Gutkeled nemzetség diószegi ágának a tulajdonába került. Az 1300-as években Dorogáza és Félegyháza nevekkel is illették, köszönhetően annak, hogy két nemesi család birtokolta, a Dorogi és a Félegyházi családok. Ez a kettősség csak akkor szűnt meg, amikor a Dobi Dorog család kihalt. Ekkor a település nagy része a koronára szállott vissza, a maradék részén pedig idővel több nagybirtokosi család osztozkodott. A király tulajdonában levő részt 1437-ben a Hosszúaszói Botos István mester, a királyi kancellária nótáriusa, és testvére, Péter, a Tahi család őse kapták meg, akik lassan az egész falut megszerezték.
A trianoni békeszerződésig Bihar vármegye Szalárdi járásához tartozott.
1944. október 9-én Nádudvar környékén a szovjet csapatokkal vívott harcokban 13 félegyházi magyar levente vesztette életét. Nevük egy emlékművön olvasható a településen.
A falu Bihardiószeg községéhez tartozott, egészen 2003. április 14-ig, amikor egy kormányrendeletben községi státuszt kapott, és hozzá csatolták Biharvajda és Félegyháziújtelep falvakat.

## Népesség
A 2002-es népszámláláskor 1324 lakosa volt. Közülük 1052 fő (79,46%) magyar, 161 fő (12,16%) cigány, 108 fő (8,16%) román, 1 fő (0,08%) pedig német volt.

## Közlekedés
A települést érinti a Nagyvárad–Székelyhíd–Érmihályfalva–Nagykároly–Szatmárnémeti–Halmi–Királyháza-vasútvonal.
Áthalad rajta a DN19-es főút.

## Látnivalók
- Református temploma 1837-ben épült.
- Biharfélegyházi háborús hősök emlékműve.

## Híres emberek
Itt született Jakó Zsigmond Pál (1916. szeptember 2. – 2008. október 26.) történész, a Román Akadémia tiszteletbeli tagja.

## Külső hivatkozások
- A település hivatalos honlapja
- A településről
- Kormányrendelet a községi státuszáról Archiválva 2009. február 10-i dátummal a Wayback Machine-ben